# 아야우타정
아야우타정(일본어: 綾歌町)은 일본 가가와현 아야우타군에 속했던 정이다. 

## 지리
가가와현내 거의 중앙에 위치하고 있다.

## 역사
- 1959년 4월 1일 - 아야우타군 구마타마촌, 오카다촌이 합병해 아야우타정이 되었다.
- 1973년 4월 1일 - 정장이 제정되었다.
- 2005년 3월 22일 - 마루가메시, 한잔정과 합병해 마루가메시가 성립하였다. 당일 아야우타정은 소멸하였고, 구 정역은 마루가메시 아야우타정이 되었다.

## 교통

### 철도
- 다카마쓰코토히라 전기 철도 고토히라 선

### 도로
- 국도 제32호선
- 국도 제377호선 (일본)(일본어판)
- 국도 제438호선 (일본)(일본어판)

## 참고 문헌
- 角川日本地名大辞典編纂委員会, 『角川日本地名大辞典 43 香川県』, 1985, 角川書店